# Tomasz Kupisz
Tomasz Kupisz (* 2. Januar 1990 in Radom, Polen) ist ein polnischer Fußballspieler.

## Karriere

### Vereine
Kupisz unterschrieb seinen ersten Profivertrag im Jahr 2010 bei Wigan Athletic nach einem erfolgreichen Probetraining. Zuvor spielte er bei KS Piaseczno in Polen. Sein Debüt für die „Latics“ gab Kupisz am 26. August 2008 in einem League-Cup-Spiel gegen Notts County und erzielte auch ein Tor, Wigan gewann das Spiel mit 4:0, allerdings wurde er danach nicht mehr eingesetzt. 2010 wechselte Kupisz zurück in seine Heimat zu Jagiellonia Białystok, wo er am 29. Juli bei einem Qualifikationsspiel für die Europa League gegen Aris Thessaloniki zu seinem ersten Einsatz kam.
2013 gab der italienische Erstligist Chievo Verona die Verpflichtung von Kupisz bekannt. Für Chievo spielte er allerdings nur ein einziges Mal in der Serie A, bevor er zur Saison 2014/2015 an den Zweitligisten AS Cittadella ausgeliehen wurde. Er konnte den Abstieg aus der Serie B nicht verhindern. In der Saison 2015/2016 spielte er in der Serie B für den Traditionsverein Brescia Calcio. In der Saison 2016/17 war er an Novara Calcio verliehen. In der Saison 2017/18 spielte er bei der AC Cesena. Nach deren Insolvenz schloss er sich Ascoli Calcio an. Im Winter wurde er an die AS Livorno ausgeliehen. Anschließend folgte der Wechsel zum SSC Bari. Es folgten Leihen an Trapani Calcio und US Salernitana. Letztere verpflichteten ihn im Anschluss fest.

### Nationalmannschaft
Kupisz spielte für die U-17, U-19, U-20 und U-21 Polens. Im Dezember 2010 machte er sein Debüt für die A-Nationalmannschaft in einem 2:2-Unentschieden gegen Bosnien-Herzegowina.